# 日米選手自動車競走大会
日米選手自動車競走大会（にちべいせんしゅじどうしゃきょうそうたいかい）は、日本において1925年（大正14年）5月3日に開催された四輪自動車レースである。日本自動車競走大会の第6回大会にあたる。

## 概要
この大会はアメリカ人の参加者を招待し、外国人選手が初めて公式レースに参戦することから、「日米選手自動車競走大会」の名称で開催され、そのことが宣伝にも用いられた。
コースは日本自動車競走大会の中でも最長の1周2マイルのコースが設定され、路面状態も良かったことから、大正期の自動車レースの中で最速のレースとなった。航空機エンジンを搭載したアート・カーチスはストレートの最高速は時速160 kmを優に超え、第6レースでは10マイル（5周）を走った平均速度でも時速150 ㎞を記録し、これは大正期において最も速いレース周回速度となった。
しかし、第7レースで大きな横転事故が発生したことで大会の様相は一変し、決勝レースは変則的な形式で開催され、その決勝も僅差の決着となった末、選手の失格により優勝者が繰り上がりで決まるという結末となり、大会終盤は波乱含みのものとなった。（→#決勝レース）

## 会場
代々木練兵場は第4回大会（1924年4月）で予選が行われた場所で、台地で地面も固いことから、前回大会の鶴見のような埋立地と違って、タイヤがぬかるんだ地面にめり込む心配はなくなった。加えて、おおむね平坦で、なおかつ広大なスペースがあることから、これまででもっとも広い内周1.5マイル、外周2マイルのコースを設定することが可能となり、より速いスピードで車を走らせることができるようになった。
この大会は路面の問題は小さくなったものの、視界の問題が発生した。まず、ドライバーたちは予選レースで路面の土埃に悩まされた。決勝レースの直前に小雨があり、それによって路面の土埃は収まったものの、決勝では多くの車が高速で走ったため、今度はコースに靄（）がかかり、やはりドライバーは視界不良に悩まされた。

## 内容
この大会は事前に予想されていた通り、これまでの大会を大きく上回る高い速度域での争いが展開され、第6レースまでの間に、榊原真一のアート・カーチス、石川元吉のキャデラック、藤本軍次のハドソンが平均時速150 ㎞に迫る速さで周回を重ねた。
レース日程は成功裏に進んでいたが、第7レース（10マイル）で、カーナンバー1を付けた佐久間章のハドソンがクラッシュして横転するという大きな事故が発生し、佐久間は軽傷だったものの、ライディングメカニックの千葉は全身打撲で全治3週間の重傷を負った。この事故はコースに存在した溝のような窪みに起因するもので、決勝レース（30マイル）を前に、事故調査のために会場入りした官憲から大会の中止を指示される。
しかし、中止した場合は観客が騒ぎ出す恐れもあり、主催者と官憲で話し合いが行われた結果、15周で争われる決勝レースについて、最初の12周は時速60マイル（およそ時速96 km）以下で安全に走り、最後の3周のみ自由にレースをしてよいという妥協案で手が打たれた。
そうして開催された決勝レースは最終的に僅差の決着となり、約25,000人の観客たちを熱狂させた。

## エントリーリスト
| 車番  | ドライバー  | 車両の登録名（車両名）       | 補足 |
| ----- | ----------- | ---------------------------- | --- |
| 1     | 中村重忠※   | ハドソン                     | |
| 1     | 佐久間章    | ハドソン                     | 10マイルの第7レースで横転する大きなクラッシュを起こし、決勝レースの開催方法に影響を及ぼす。 佐久間は右手、コ・ドライバーの千葉治左衛門は顔面にそれぞれ一週間の負傷。 |
| 3     | 内山駒之助※ | ホール・スコット             | |
| 4     | 丸山哲衛※   | ロージャー                   | 決勝レースは3着でゴールしたが失格になった。 |
| 5     | 関根宗次※   | プレミア                     | 決勝レースは4着でゴールしたが繰り上がりで2位になった。 |
| 7     | 藤本軍次※   | ハドソン                     | 決勝レースは2着でゴールしたが繰り上がりで優勝した。 |
| 8     | ハンナ―     | チャルマー・マスターシックス | 初の日本人以外の参加者で、駐日アメリカ合衆国大使館の関係者と伝えられている。「Hanna」、「Hannah」と綴られる。                                                        |
| 9     | 澤口        | オークランド                 | |
| 11    | 森田（憲）  | デビス                       | |
| 14    | 森田一郎    | ピアース・アロー             | |
| 15    | 田中        | ヤングフェロー               | |
| 18    | 刀根六兵衛※ | チャンドラー                 | 決勝レースは5着でゴールしたが失格になった。 |
| 20    | ショウ      | アート・ダイムラー           | 初の日本人以外の参加者で、米国人選手。車両はアート商会が貸した。 |
| 21    | 榊原真一※   | アート・カーチス             | 優勝を本命視されていたが、決勝レースで冷却水のホースが外れるトラブルがあり、序盤でリタイア。                                                                         |
| 22    | 石川元吉※   | キャデラック（1919年型）     | 決勝レースは1着でゴールしたが失格になった。 |
| 41    | 森田        | デビス                       | |
|       | 菊地        | ハドソン                     | 第1レースで3着になったという記録がある。 |
|       | 坂井        | ハドソン                     | 第4レースで2着、第9レースで3着になったという記録がある。 |
|       | 竹尾        | チャルマー                   | 第5レースで3着になったという記録がある。 |
|       | 中村        | チャンドラー                 | 第8レースと第10レースで2着になったという記録がある。 |
|       | 沢田        | キャデラック                 | 第9レースで2着になったという記録がある。 |
| 出典: |             |                              | |

- ※印 出典[16]では姓のみの記載で、名前は補った。

## 各レースの1着
| レース (距離)      | 等級 | 車番 | ドライバー | 車両             | タイム             | 補足                                                                                                |
| ------------------ | ---- | ---- | ---------- | ---------------- | ------------------ | --------------------------------------------------------------------------------------------------- |
| 第1回（6マイル）   | B    | 11   | 森田（憲） | デビス           | 4:28.4             | 2着・田中、3着・菊地                                                                                |
| 第2回（6マイル）   | B    | 5    | 関根宗次   | プレミア         | 4:06.4             | 2着・中村、3着・丸山                                                                                |
| 第3回（6マイル）   | A    | 21   | 榊原真一   | アート・カーチス | 4:05もしくは4:25.5 | 2位はアート・ダイムラーで、アート商会の1-2フィニッシュ。                                            |
| 第4回（6マイル）   | B    | 15   | 田中       | ヤングフェロー   | 5:05               | 2着・坂井、3着・澤口                                                                                |
| 第5回（6マイル）   | A    | 22   | 石川元吉   | キャデラック     | 3:56.2             | 石川が出した平均速度は時速147 kmで、この日の6マイルレースで最速。2着の藤本も0.6秒遅れたのみだった。 |
| 第6回（10マイル）  | 混成 | 21   | 榊原真一   | アート・カーチス | 6:22もしくは6:27   | 榊原が出した平均速度は時速150 ㎞で、この日のレースで最速。2着の石川は4秒遅れ。                      |
| 第7回（10マイル）  | 混成 |      | (中止)     |                  |                    | このレースの2周目で佐久間の車両にアクシデントが発生し、警察の要請によりこのレースは中止となる。     |
| 第8回（10マイル）  | 混成 | 4    | 丸山哲衛   | ロジャー         | 7:13.5             | 2着・中村、3着・澤口                                                                                |
| 第9回（10マイル）  | 混成 | 14   | 森田一郎   | ピアース・アロー | 7:59               | 2着・沢田、3着・坂井                                                                                |
| 第10回（6マイル）  | 番外 | 9    | 澤口       | オークランド     | 4:33               | 小排気量クラス、2着・中村、3着・田中。                                                              |
| 第11回（30マイル） | 決勝 | 7    | 藤本軍次   | ハドソン         | 20:32              | 下記の「#決勝レース」。                                                                             |
| 出典:              |      |      |            |                  |                    | |

- 第1から第5のレースは、記事によっては「5マイル」と表記されているが、この記事では、「6マイル」[1]と記載する。
- 後述するように実際のレース距離が異なっている可能性があるが、一貫性のため、上記の表では速度の記載の典拠を『定本 本田宗一郎伝』に統一している。

### カーチス号の平均速度
第6レースで、アート・カーチスがこの日の最速の平均速度を記録した。これは、ダートトラックの当時としてはかなり速い周回速度であることには間違いなく、大正期では最速のものだったが、レース全長について解釈が異なるため、この時の平均速度については下表のように諸説がある。
| 典拠                         | レース長     | タイム  | 時速                     |
| ---------------------------- | ------------ | ------- | ------------------------ |
| 『ジャパン・アドバタイザー』 | – (言及なし) | 6分22秒 | 79マイル（およそ126 km） |
| 『ジャパンタイムズ』         | 9.35マイル   | 6分27秒 | 87マイル（およそ139 km） |
| 『定本 本田宗一郎伝』        | 10マイル     | 6分27秒 | 150 km                   |

## 決勝レース
決勝レースは9台によって争われた。コース設定が高速であることから、開幕前からこの大会は直線で速いアート・カーチスが有利と考えられており、実際、この日に行われた予選レースでは、上述の通り、アート・カーチスが最速の座に就いた。そのため、決勝レースは予選で最速タイムを記録したカーチス号が最初の12周の先導役を務める形でレースが始められた。
15周で争われる決勝レースは、最初の12周の最大時速を60マイルに制限する申し合わせの下で始まったが、申し合わせを無視した丸山（ロージャー）と石川（キャデラック）が榊原（アート・カーチス）を1周目で抜き去り、丸山がトップに立った。そして優勝の最有力候補とみなされていたそのカーチスは、冷却系にトラブルを起こして2周目（もしくは5周目の終わり）にリタイアする。
このレースの最後の展開は白熱したものとなった。レースが残り3周となったところで、それまで決められた制限速度を守って走行していた藤本軍次と関根宗次が追い上げを開始した。この時点でトップを走っていたのは太田工場がエントリーさせたキャデラックを駆る石川だったが、藤本はそれを猛追し、直線では不利な旧式のハドソンを駆っているにもかかわらず、コーナーを巧みなドリフトで抜けることで差を詰めていった。藤本も最後に追い抜くところまでは至らず、石川が2秒以下の僅差で逃げ切って首位でゴールした。
ラップタイムは残っていないものの、首位を争った2台は決勝レースの14周目にこの日でも一番の速さを見せていたと言われている。
しかし、石川は事前の取り決めを守らず、12周が終了する前にペースを上げて走っていたことや、コースの内側を走行したことを理由としてレース後に失格となり、藤本が繰り上がりで優勝した。石川と同じ理由から、着順が3番手だった丸山（ロジャー）、5番手だった刀根（チャンドラー）も失格となった。結果、関根が2位を獲得したが、藤本と関根の両名は繰り上がりで栄誉を受けることを潔しとせず、受け取ったカップを表彰式の直後に贈呈者のNARCに返却したという。

### 結果
| 順位  | 車番 | ドライバー | 車両             | 周回数     | タイム/リタイア原因 |
| ----- | ---- | ---------- | ---------------- | ---------- | ------------------- |
| 1     | 7    | 藤本軍次   | ハドソン         | 15         | 20:31               |
| 2     | 5    | 関根宗次   | プレミア         | 15         | 21:53               |
| 3     | 14   | (不明)     | (不明)           |            | 不明                |
| DNF   | 17   | (不明)     | キャデラック     | 9          | 不明                |
| DNF   | 21   | 榊原真一   | アート・カーチス | 2もしくは5 | 冷却系              |
| DNF   | 8    | (不明)     | チャルマー       | 不明       |                     |
| DSQ   | 22   | 石川元吉   | キャデラック     | 15         | 20:29.8             |
| DSQ   | 4    | 丸山哲衛   | ロージャー       | 15         | 20:32.5             |
| DSQ   | 18   | 刀根六兵衛 | チャンドラー     | 不明       | 20:38               |
| 出典: |      |            |                  |            |                     |